# Golnica (lewy dopływ Reskiej Węgorzy)
Golnica – struga w woj. zachodniopomorskim, w powiecie łobeskim; lewobrzeżny dopływ rzeki Reskiej Węgorzy o długości 12 km.
Golnica bierze swe źródło na obszarze pomiędzy wsiami Orle i Sułkowo, w gminie Radowo Małe, na pograniczu Wysoczyzny Łobeskiej i Pojezierza Ińskiego. Struga biegnie w kierunku południowo-wschodnim. Uchodzi do Reskiej Węgorzy na północny wschód od wsi Runowo.
Nazwę Golnica wprowadzono urzędowo w 1948 roku, zastępując poprzednią niemiecką nazwę strugi – Gallnitz. 
Ok. 1,4 km na południe od ujścia do Reskiej Węgorzy znajduje się ujście drugiej strugi o nazwie Golnica.